# Les rotacions d'Aragó

Fig. 1. —El disc giratori d'Aragó

Les rotacions d'Aragó són un fenomen magnètic observable que implica les interaccions entre una agulla magnetitzada i un disc metàl·lic en moviment. L'efecte va ser descobert per Francesc Aragó el 1824. En el moment del seu descobriment, les rotacions d'Aragó eren efectes sorprenents i difícils d'explicar. El 1831, Michael Faraday va introduir la teoria de la inducció electromagnètica, que explicava com es produeixen aquests efectes en detall. El fenomen fou utilitzat per Nikola Tesla per poder fabricar el seu motor d'inducció el 1887.

## Breu descripció de les rotacions d'Aragó
Una agulla magnètica està suspesa lliurement en un pivot o corda, a poca distància per sobre d'un disc de coure. Si el disc està estacionari, l'agulla s'alinea amb el camp magnètic terrestre. Si el disc es gira en el seu propi pla, l'agulla gira en la mateixa direcció que el disc. (L'efecte disminueix a mesura que augmenta la distància entre l'imant i el disc.)
Variacions:
- Si el disc pot girar lliurement amb una fricció mínima i l'agulla es fa girar per sobre o per sota, el disc gira en la mateixa direcció que l'agulla. (Això és més fàcil d'observar o mesurar si l'agulla és un imant potent).
- Si no es fa girar l'agulla, la seva presència retarda la rotació del disc. (Això és més fàcil d'observar o mesurar si l'agulla és un imant potent).
- Altres materials no magnètics que tenen conductivitat elèctrica (metalls no fèrrics com ara plata, alumini o zinc) també produeixen l'efecte.
- Els materials no conductors i no magnètics (fusta, vidre, plàstic, gel, etc.) no produeixen l'efecte.

El moviment relatiu del conductor i l'imant indueix corrents de Foucault al conductor, que produeixen una força o parell que s'oposa o resisteix al moviment relatiu, o intenta "acoblar" els objectes. La mateixa força semblant a l'arrossegament s'utilitza en la frenada de corrents de Foucault i l'amortiment magnètic.

## Història

### Primeres observacions i publicacions
Com ha passat tantes vegades en altres branques de la ciència, el descobriment de les rotacions magnètiques es va fer gairebé simultàniament per diverses persones, per a totes les quals s'ha reivindicat la prioritat. Cap al 1824, Gambey el famós fabricant d'instruments de París, havia fet l'observació casual que una agulla de la brúixola, quan es pertorba i es posa oscil·lant al voltant del seu pivot, s'atura més aviat si el fons de la caixa de la brúixola. és de coure que si és de fusta o un altre material. Barlow i Marsh, a Woolwich, havien estat al mateix temps observant l'efecte sobre una agulla magnètica de girar al seu voltant una esfera de ferro. Aragó l'astrònom, que es diu que va saber del fenomen per Gambey, però que també es diu que el va descobrir de manera independent el 1822, quan treballava amb Humboldt en determinacions magnètiques, va ser sens dubte el primer a publicar un relat de l'observació, que va fer verbalment davant l' Académie des Sciences de París, el 22 de novembre de 1824. Va penjar una agulla de brúixola dins d'anells de diferents materials, va apartar l'agulla a uns 45 ° i va comptar el nombre d'oscil·lacions que feia l'agulla abans que l'angle de gir disminuís a 10 °. En un anell de fusta el número era 145, en un anell prim de coure 66, i en un anell de coure robust només era 33.

### Magnetisme de rotació

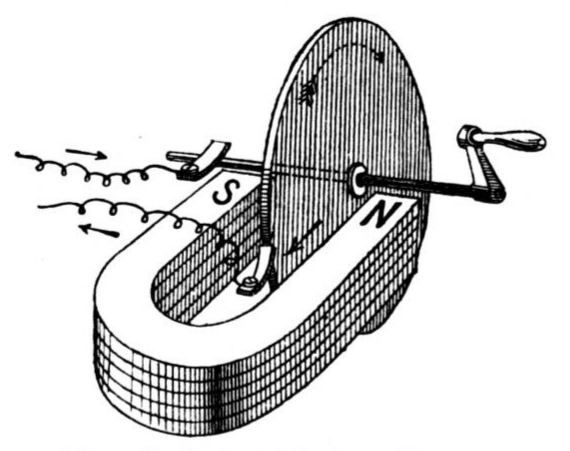
Fig. 4. —Màquina de disc Faraday

Amb l'explicació donada per Faraday de les rotacions d'Aragó, com a degudes merament a corrents de Foucault induïdes, gairebé es va extingir l'interès peculiar que van despertar mentre es desconeixia la seva causa. És cert que uns anys més tard es va revifar cert interès quan Foucault va demostrar que eren capaços d'escalfar el disc metàl·lic, si malgrat l'arrossegament la rotació es continuava per força en el camp magnètic. No és clar per què aquesta observació hauria d'haver provocat que els corrents de Foucault descoberts per Faraday com a explicació del fenomen d'Aragó s'anomenessin corrents de Foucault. Si algú té dret a l'honor de portar el seu nom als corrents de Foucault, òbviament és Faraday o Aragó, no Foucault. Una mica més tard, Le Roux va produir la paradoxa que un disc de coure girat entre pols magnètics concèntrics no s'escalfa així i no pateix cap arrossegament. L'explicació d'això és la següent. Si hi ha un pol nord anular davant d'una cara del disc i un pol sud anular davant de l'altra cara, tot i que hi ha un camp magnètic produït a través del disc, no hi ha corrents de Foucault. Perquè si al voltant del disc hi ha forces electromotrius iguals dirigides radialment cap a dins o radialment cap a fora, no hi haurà camí de retorn per als corrents al llarg de qualsevol radi del disc. La perifèria simplement agafarà un potencial lleugerament diferent del centre; però no fluiran corrents perquè les forces electromotrius al voltant de qualsevol camí tancat del disc estan equilibrades.
Poisson, impregnat de les nocions de Coulomb sobre l'acció magnètica a distància, va intentar construir una teoria del magnetisme de la rotació, afirmant que tots els cossos adquireixen un magnetisme temporal en presència d'un imant, però que en el coure aquest magnetisme temporal trigava més temps. morir-se. Aragó va assenyalar en va que la teoria no explicava els fets. L'anomenat "magnetisme de la rotació" amenaçava de convertir-se en una idea fixa.

### Investigacions dels fenòmens per part d'altres científics

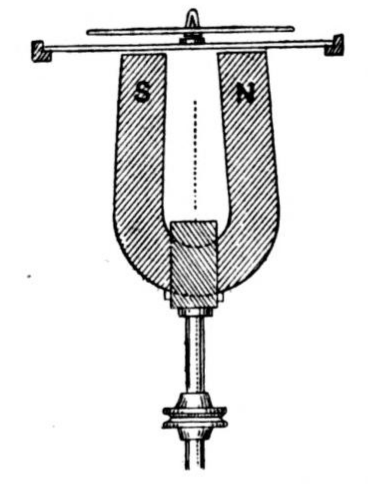
Fig. 2. —Experiment de Babagge i Herschel

En aquesta etapa, el fenomen va ser investigat per diversos experimentadors anglesos, per Babbage i Herschel, per Christie i, més tard, per Sturgeon i per Faraday. Babbage i Herschel van mesurar la quantitat de força retardadora exercida sobre l'agulla per diferents materials i van trobar que els més potents eren la plata i el coure (que són els dos millors conductors de l'electricitat), després d'ells l'or i el zinc, mentre que el plom, el mercuri i el bismut. eren molt inferiors en poder. El 1825 van anunciar la reversió reeixida de l'experiment d'Aragó; perquè fent girar l'imant sota un disc de coure pivotat (Fig. 2) havien fet que aquest giris ràpidament. També van fer la notable observació que les escletxes tallades radialment en un disc de coure (Fig. 3) disminuïen la seva tendència a ser girada per l'imant giratori. Si la força de rotació del disc sense tallar es calcula com a 100, una escletxa radial la redueix a 88, dues escletxes radials a 77, quatre a 48 i vuit a 24. Amperè, l'any 1826, va demostrar que un disc giratori de coure també exerceix un moment de gir sobre un fil de coure veí pel qual circula un corrent. Seebeck a Alemanya, Prévost i Colladon a Suïssa, Nobili i Bacelli a Itàlia, van confirmar les observacions dels experimentadors anglesos i n'hi van afegir d'altres. Sturgeon va demostrar que l'efecte amortidor d'un pol imant sobre un disc de coure en moviment es va reduir per la presència d'un segon pol d'imant de tipus contrari col·locat al costat del primer. Cinc anys més tard va tornar al tema i va arribar a la conclusió que l'efecte era una pertorbació elèctrica, "una mena de reacció a allò que té lloc en l'electromagnetisme", quan es va publicar la brillant investigació de Faraday sobre la inducció magnetoelèctrica, el 1831, es va anticipar a l'explicació completa de la qual estava buscant. Faraday, de fet, va demostrar que el moviment relatiu entre l'imant i el disc de coure creava inevitablement corrents en el metall del disc, que, al seu torn, reaccionava sobre el pol de l'imant amb forces mútues que tendeixen a disminuir el moviment relatiu, és a dir, tendeixen a arrossegueu la part estacionària (ja sigui imant o disc) en direcció a la part mòbil, i tendint sempre a oposar-se al moviment de la part mòbil. De fet, els corrents es mouen en el disc mòbil, tret que siguin conduïts per contactes lliscants.

Fig. 3. —Discs de tall utilitzats per Babbage i Herschel

### Experiments sobre corrents de Foucault de Faraday i Matteuci
Això, de fet, ho va fer Faraday, quan va inserir el seu disc de coure a les vores (Fig. 4) entre els pols d'un potent imant i el va girar, mentre que contra la vora i l'eix es pressionaven contactes de molla per treure els corrents. La força electromotriu, que actua en angle recte amb el moviment i amb les línies del camp magnètic, produeix corrents que flueixen al llarg del radi del disc. Si no es proporciona cap camí extern, els corrents han de trobar camins de retorn interns en el metall del disc.
La figura 5 mostra la manera com un parell de remolins s'instal·len en un disc que gira entre pols imants. Aquests remolins es troben simètricament  a banda i banda del radi de màxima força electromotriu (Fig. 6).
La direcció de la circulació dels corrents de Foucault és sempre tal que tendeix a oposar-se al moviment relatiu. El corrent de Foucault a la part que es retira dels pols tendeix a atreure els pols cap endavant o arrossegar aquesta part del disc cap enrere. El corrent de Foucault a la part que avança cap als pols tendeix a repel·lir aquests pols i a ser repel·lit per ells. És obvi que qualsevol escletxa tallada al disc tendirà a limitar el flux dels corrents de Foucault, i limitant-los a augmentar la resistència dels seus possibles camins en el metall, encara que no disminuirà la força electromotriu. En les investigacions de Sturgeon es descriuen una sèrie d'experiments per determinar les direccions en què els corrents de Foucault flueixen en els discos. Investigacions semblants, però més completes van ser fetes per Matteuci. La inducció en esferes rotatives va ser investigada matemàticament per Jochmann, i més tard per Hertz.
Faraday va mostrar diversos experiments interessants sobre corrents de Foucault. Entre d'altres, va penjar d'un fil retorçat un cub de coure en línia directa entre els pols d'un potent electroimant (Fig. 7). Abans que el corrent s'encén el cub, pel seu pes, va desenrotllar el cable i va girar ràpidament. En excitar l'imant en encendre el corrent, el cub s'atura instantàniament; però torna a començar a girar tan bon punt es trenca el corrent. Matteucci va variar aquest experiment construint un cub de trossos quadrats de làmina de coure separats per paper els uns dels altres. Aquest cub laminat (Fig. 8) si està suspès en el camp magnètic mitjançant un ganxo a, de manera que les seves làmines eren paral·leles a les línies del camp magnètic, no es podria aturar en la seva rotació per l'encesa sobtada del corrent en el camp magnètic. electroimant; mentre que si es penjava pel ganxo b, de manera que les seves laminacions estiguessin en un pla vertical, i després es posaven a girar, s'aturava immediatament quan l'electroimant s'excitava. En aquest darrer cas només podien circular corrents de Foucault; ja que requereixen camins en plans en angle recte amb les línies magnètiques.
L'efecte de la presència de la massa de coure és amortir les vibracions de l'agulla. Cada swing triga el mateix temps que abans, però les amplituds es redueixen; el moviment s'apaga, com si hi hagués una fricció invisible en el treball. Aragó va remarcar que donava evidència de la presència d'una força que només existia mentre hi havia un moviment relatiu entre l'agulla imant i la massa de coure. Va donar al fenomen el nom de magnetisme de rotació. El 1825 va publicar un altre experiment, en el qual, argumentant des del principi d'acció i reacció, va produir una reacció sobre una agulla estacionària mitjançant el moviment d'un disc de coure (Fig. 1). Penjant una agulla de brúixola en un pot de vidre tancat al fons per un full de paper o de vidre, la va subjectar sobre un disc giratori de coure. Si aquest últim gira lentament, l'agulla simplement es desvia fora del meridià magnètic, tendint a girar en el sentit de la rotació del disc, com arrossegada invisiblement per aquest. Amb una rotació més ràpida la desviació és més gran. Si la rotació és tan ràpida que l'agulla s'arrossegueix més de 90°, es produeix una rotació contínua. Aragó va trobar, però, que la força no era simplement tangencial. En penjar una agulla verticalment de la biga d'una balança sobre el disc giratori, va trobar que es repel·leix quan es girava el disc. El pal que penjava més a prop del disc també va ser actuat per forces radials que tendien, si el pal estava a prop de la vora del disc, a forçar-lo radialment cap a fora, però si el pol estava més a prop del centre, tendien a forçar-lo radialment cap a dins.

### Experiments amb plaques de coure fets per altres científics
El 1884, Willoughby Smith va publicar una investigació sobre discos metàl·lics giratoris en la qual va trobar discos de ferro per generar forces electromotrius superiors a les que es generen en discos de coure d'igual mida.
Els investigadors Guthrie i Boys el 1879 van penjar una placa de coure sobre un imant giratori mitjançant un fil de torsió, i van trobar que la torsió era directament proporcional a la velocitat de rotació. Van assenyalar que aquest instrument era molt exacte per mesurar la velocitat de la maquinària. També van fer experiments sobre la variació de la distància entre la placa de coure i l'imant, i la variació del diàmetre i el gruix del disc de coure.
Es van fer experiments amb diversos metalls i es va trobar que el parell variava a mesura que la conductivitat del metall es podia jutjar després de ser enrotllat en forma de placa. Els investigadors Guthrie i Boys van aplicar llavors el mètode a la mesura de la conductivitat dels líquids.
El 1880, De Fonvielle i Lontin van observar que un disc de coure lleugerament pivotat es podia mantenir en rotació contínua, si un cop començat, col·locant-se, en presència d'un imant, dins d'una bobina de filferro de coure enrotllat sobre un marc rectangular (com la bobina). d'un galvanòmetre antic) i s'alimenta amb corrents alterns des d'una bobina d'inducció normal de Ruhmkorff. Van anomenar el seu aparell giroscopi electromagnètic
No sembla que se li hagi acudit a ningú que les rotacions d'Aragó poguessin ser utilitzades en la construcció d'un motor abans de 1879.